# Roberto Fabbri
Roberto Fabbri (Roma, 1964) è un chitarrista e compositore italiano, oltre che concertista, docente ed autore.

## Formazione
Ha studiato chitarra classica sotto la direzione di Carlo Carfagna presso il Conservatorio Santa Cecilia di Roma dove si è diplomato, con il massimo dei voti, nel 1986, vivendo come studente quel particolare periodo in cui si è configurata la scuola chitarristica romana.
Ha poi conseguito il Diploma Accademico di II livello in Chitarra solista sempre a Roma al Conservatorio di Santa Cecilia nel 2007 con 110 e lode, con una tesi sulle Rossiniane di Mauro Giuliani.

## Carriera
Svolge un'intensa attività concertistica solistica che lo porta ad esibirsi in Italia ed in tutto il mondo (Europa, Sud America, USA, Cina). Fa parte del quartetto di chitarre "Roberto Fabbri Guitar Quarter", prima denominato "Nexus", insieme a Paolo Bontempi, Leonardo Gallucci e Luigi Sini, quartetto che si è esibito in numerosi festival come: Andrés Segovia di Madrid, Festival di Rust (Austria), Festival di Iserlhon (Germania), Guitar Art Festival (Belgrado), Festival Mauro Giuliani di Bari, Festival di Parma, Festival di Miami (USA) ed infine al Festival internazionale di chitarra Mauro Giuliani di Bisceglie ed il Festival internazionale della Chitarra di Fiuggi. Roberto Fabbri ha curato la direzione artistica del festival internazionale della chitarra "Mauro Giuliani" a Bisceglie negli anni 1999-2004, è direttore artistico del Fiuggi Guitar Festival dal 2007 ad oggi e dal 2011 del Rieti Guitar Festival.
Ha suonato con prestigiose orchestre fra cui l'Orchestra sinfonica di Massa Carrara, Orchestra da camera Goffredo Petrassi, Orchestra sinfonica Chamartín al teatro nazionale di Madrid e Orchestra Sinfonica Barese sotto la direzione di Leo Brouwer da cui è nato un CD. In passato ha collaborato anche con l'orchestra da camera Città di Lucera e con il suo direttore Domenico Di Biase.
Il 14 febbraio del 2009 ha aperto come chitarra solista il concerto di Ennio Morricone con l'Orchestra Roma Sinfonietta all'arena di Belgrado nell'ambito del Guitar Art Festival.
È entrato in contatto con importanti chitarristi-compositori che gli hanno dedicato delle opere (Leo Brouwer, Carlo Carfagna, Mario Gangi, Roland Dyens, Carlo Domeniconi).
È testimonial della liuteria spagnola Ramirez, che gli ha dedicato un modello signature per l'Italia (4E Plus "Roberto Fabbri") e della fabbrica di corde americana La Bella, per la quale ha anche curato la realizzazione di una speciale muta colorata per i bambini più piccoli.
A maggio del 2010 ha ricevuto dalla casa editrice Carisch il premio della didattica per più di 150 000 copie vendute dei suoi metodi; mentre alla fine di ottobre dello stesso anno ha ricevuto il premio “Socio de Honor” del Festival Internacional Andrés Segovia a Madrid. Per l'occasione ha eseguito la prima esecuzione assoluta del concerto per chitarra e orchestra "Fantasia sin palabras" commissionatogli dallo stesso festival e ripreso dal secondo canale della Tv nazionale spagnola.
Nel 2015 realizza per il canale Vevo il videoclip cover "Don't let me be misunderstood", con la regia di Matteo Vicino.

## Didattica e Giornalismo
È stato direttore dell'Istituto Musicale pareggiato "Beniamino Gigli" di Recanati nel 1992.
Ha insegnato chitarra classica presso  il Conservatorio "Antonio Buzzolla" di Adria nel 2014 e presso il Conservatorio "Ottorino Respighi" di Latina dal 2012 al 2014.
Ha insegnato poi nei conservatori di Fausto Torrefranca di Vibo Valentia, Tito Schipa di Lecce, Gesualdo Da Venosa di Potenza, Licinio Refice di Frosinone.
Dal 2018 è docente ordinario di Chitarra classica presso il conservatorio statale di musica Gaetano Braga di Teramo, dove ha anche creato e dirige il primo dipartimento interamente dedicato alla Chitarra (classica, dell'800, flamenca, jazz, pop, rock).
Attualmente insegna chitarra classica presso l'istituto di Alta Formazione Musicale "Giulio Briccialdi" di Terni.
È direttore artistico dell'Accademia "Novamusica & Arte" di Roma, dove è titolare della cattedra di chitarra classica.
Ha pubblicato più di 30 opere didattiche ed editoriali collaborando con numerose case editrici in particolare il suo metodo per bambini "Suoniamo la chitarra" è stato tradotto in spagnolo, tedesco, francese ed attualmente è in corso di pubblicazione la versione cinese.
Dai primi anni novanta è responsabile della redazione classica della rivista Chitarre, inoltre ha fondato e diretto negli anni 1997-2002 una rivista interamente dedicata alla chitarra classica.

## Pubblicazioni

### Antologie e metodi
- "Suonare Eddie Van Halen" edizioni Anthropos 1986
- "Suonare Pat Metheny" edizioni Anthropos 1986
- "Antologia di brani famosi" con cd, edizioni Playgame Music
- "Metodo per chitarra classica" con cd, edizioni Berbén 1998
- "J. S. Bach" con cd, edizioni Playgame Music 1999
- "The greatest romantic themes" con cd, edizioni Playgame Music 2000
- "Suoniamo la chitarra", edizioni Carisch 2000
- "Le scale per chitarra" edizioni Warner Bros. 2001
- Revisione metodo Ferdinando Carulli op. 27, edizioni Carisch 2002
- "Divertiamoci con la chitarra" antologia, edizioni Carisch 2002
- "Mario Gangi. Dal classico al... jazz" con cd, edizioni Carisch 2002
- "Chitarra" prima antologia con cd, edizioni Carisch 2003
- "Chitarrista classico autodidatta" con cd, edizioni Carisch 2003
- "Suoniamo la chitarra... a colori" edizioni Carisch 2003
- "Grande dizionario dei chitarristi" (schede dei chitarristi classici), Editori Riuniti (Roma 2003)
- "Facciamo le scale" edizioni Carisch 2003
- "Guitar Meet Movies" con cd, edizioni Carisch 2004
- "Chitarra" seconda antologia, edizioni Carisch 2004
- "Suoniamo la chitarra" volume secondo, edizioni Carisch 2004
- "Guitar Master" edizioni Carisch 2006
- "Chitarra terza antologia" con cd, edizioni Carisch 2006
- "Fra classico e..." con cd, edizioni Carisch 2006
- "Carlo Carfagna/Roberto Fabbri/Michele Greci - La storia della chitarra" edizioni Carisch 2007
- "Giovanni Allevi for guitar" arrangiamenti per chitarra a cura di Roberto Fabbri, edizioni Carisch 2008
- "Suoniamo la Chitarra a Natale" con cd, edizioni Carisch 2009
- "Beyond", edizioni Carisch 2010
- "No Words", edizioni Carisch 2011
- "Sagreras, Le prime lezioni di chitarra", con cd, edizioni Carisch 2013
- "Mario Gangi, 47 pezzi facili per chitarra" con cd, edizioni Carisch/Hal Leonard Europe 2020
- "Play Happy, Chitarra" Andrea Cappellari e Roberto Fabbri, edizione con e senza cd, edizioni Ricordi 2020
- "Guitar Master Anthology" edizioni Carisch/Hal Leonard Europe 2021
- "Chitarrista classico autodidatta Antologia" livello facile, edizioni Carisch/Hal Leonard Europe 2021

### Musica d'insieme
- "The Pink panther", Carisch (Milano, 2003)
- "Summertime", Carisch (Milano, 2003)
- "When the saints go marching in", Carisch (Milano, 2003)

### Video
- "Lezioni di chitarra classica", Playgame Music (Cagliari, 1987)

### Cd solistici
- "Metodo per chitarra classica", Edizioni musicali Bèrben (Ancona 1989)
- "Antologia di brani famosi" Playgame Music (Cagliari, 1998)
- "J.S.Bach" Playgame Music (Cagliari, 1999)
- "The Greatest Romantic Themes", Playgame Music (Cagliari, 2000)
- "Mario Gangi fra classico e...jazz", Carisch (Milano, 2002)
- "Chitarra antologia vol. 1", Carisch (Milano, 2003)
- "Chitarrista classico autodidatta", Carisch (Milano, 2003)
- "Guitar Meets Movies", Carisch (Milano, 2004)
- "Chitarra terza antologia", Carisch (Milano 2006)
- "Fra classico e...", Carisch (Milano 2006)
- "Giovanni Allevi for guitar", Carisch (Milano 2008)
- "Beyond", EGEA Music (2010)
- "No Words", EGEA Music (2011)
- "Nei Tuoi Occhi", Sony Classical (2012)

### Cd con il Roberto Fabbri Guitar Quartet (Quartetto Nexus)
- "Dal classico al...jazz", Playgame Music (Cagliari, 2001)
- "Concerto Andaluso" di Joaquin Rodrigo Quartetto Nexus e orchestra Sinfonica Provinciale di Bari diretta da Leo Brouwer (Sapere 2000 edizioni multimediali, Roma 2004)
- "Travel" edizioni Margie Group 2007